# 8595 Dougallii
8595 Dougallii è un asteroide della fascia principale. Scoperto nel 1971, presenta un'orbita caratterizzata da un semiasse maggiore pari a 2,7516328 au e da un'eccentricità di 0,1338174, inclinata di 7,32570° rispetto all'eclittica.
L'asteroide è dedicato alla sterna di Dougall tramite il nome scientifico.